# Almind Å
Almind Å är ett vattendrag i Danmark. Det ligger i Region Syddanmark, i den centrala delen av landet, 200 km väster om Köpenhamn. Almind Å rinner genom sjön Nørresø och mynnar i Vester Nebel Å.